# Agrij
Agrij is een Roemeense gemeente in het district Sălaj.
Agrij telt 1410 inwoners.